# Свети Христофор (Хорвища)
„Свети Христофор“ (на гръцки: Ιερός Ναός Αγίου Χριστοφόρου) е църква в зъхненското село Хорвища (Агиос Христофорос), Гърция, част от Зъхненската и Неврокопска епархия.
Църквата е разположена в северния край на селото, близо до двора на църквата „Свети Харалампий“. Построена е около 1600 година.